# 名人戦 (台湾)
名人戦（めいじんせん、名人戰）は、台湾の囲碁の棋戦。1974年開始。1979年から中国囲棋会のプロ棋士を中心としたタイトル戦に位置付けられる。
- 主催 (1-12期)台湾新生報、(13-32期)中国時報、(33期-)応昌期囲棋基金会

## 方式
- 第1-3期は10名のリーグ戦。第4期以降は4名が同一の相手と3局ずつ打つリーグ戦で、優勝者が前年の名人と挑戦手合7番勝負を行う。7-16期はリーグ戦は5人で2局ずつ対局。
- 17-27期は勝ち抜き戦方式で、前期シード棋士と予選勝ち抜き者の6人が出場し、計50局を打って対局毎の点数の最高得点者が名人となる。
- 28期以降は、9人の挑戦者決定リーグ戦の優勝者が、前年の名人と挑戦手合7番勝負を行う。30期以降はリーグ戦は7人。
- 33期以降は、トーナメント方式で挑戦者を決め、前年の名人と挑戦手合5番勝負を行う。

## ルール
計点制ルールで行う。コミは黒8点。持時間は一人3時間。

## 歴第優勝者
（左が挑戦手合勝者。1-3、12、18-27期は右が2位者）
- 1.  1975年 林文伯 （2位 蔡登閣）
- 2.  1976年 周咸亨 （2位 林文伯）
- 3.  1977年 周咸亨 （2位 陳国興）
- 4.  1978年 周咸亨 4-1 林文伯
- 5.  1979年 周咸亨 4-2 陳士
- 6.  1980年 周咸亨 4-3 陳士
- 7.  1981年 周咸亨 4-3 陳長清
- 8.  1982年 陳長清 4-1 周咸亨
- 9.  1983年 陳士 4-0 陳長清
- 10. 1984年 陳士 4-1 陳永安
- 11. 1985年 陳士 4-1 戴嘉伸
- 12. 1986年 周咸亨 （2位 彭景華）
- 13. 1987年 周咸亨 4-1 陳永安
- 14. 1988年 陳長清 4-3 周咸亨
- 15. 1989年 陳長清 4-2 林聖賢
- 16. 1990年 彭景華 4-3 陳長清
- 17. 1991年 陳長清 4-0 彭景華
- 18. 1992年 彭景華 （2位 周咸亨）
- 19. 1993年 林聖賢 （2位 陳永安）
- 20. 1994年 陳国興 （2位 林聖賢/楊志徳）
- 21. 1995年 周俊勲 （2位 戴嘉伸）
- 22. 1996年 周俊勲 （2位 戴嘉伸）
- 23. 1997年 周俊勲 （2位 彭景華）
- 24. 1998年 周俊勲 （2位 陳国興）
- 25. 1999年 周俊勲 （2位 彭景華）
- 26. 2000年 周俊勲 （2位 彭景華）
- 27. 2001年 周俊勲 （2位 林聖賢）
- 28. 2001年 周俊勲 4-1 彭景華
- 29. 2002年 周俊勲 4-0 陳永安
- 30. 2003年 周俊勲 4-0 陳永安
- 31. 2004年 周俊勲 4-0 林聖賢
- 32. 2006年 周俊勲 4-1 林聖賢
- 33  2006年 周俊勲 3-0 周可平
- 34  2007年 周俊勲 3-0 余承叡
- 35  2008年 周俊勲 3-0 彭景華
- 36  2009年 周俊勲 3-0 彭景華